# Hönstorp (naturreservat)
Hönstorp är ett naturreservat i Mörbylånga kommun i Kalmar län.
Området är naturskyddat sedan 2013 och är 127 hektar stort. Reservatet består av ädellövskogar, sumpskogar, småvatten och betesmarker.